# 楊得意
楊得意，漢武帝時蜀郡（今四川省）成都人，司馬相如的同鄉。
蜀人楊得意，為狗監，侍上。上讀《子虛賦》而善之，曰：「朕獨不得與此人同時哉！」得意曰：「臣邑人司馬相如，自言為此賦。」上驚，乃召問相如。相如曰：「有是。然此乃諸侯之事，未足觀，請為天子遊獵之賦。」
楊得意擔任掌理宮廷犬隻的官，漢武帝讀司馬相如的《子虛賦》時大為讚賞，楊得意於是向皇帝薦舉了相如。王勃在《滕王阁序》中，稱之為「楊意」，以求對仗。